# Panneau d'information de sécurité routière en France
Les panneaux d'information de sécurité routière de type SR sont des panneaux en France placés en bord des voies de circulation pour rappeler aux usagers des règles simples de sécurité routière. Ils sont de forme rectangulaire et de dimension variable. Il existe actuellement trois signaux différents pour rappeler l'espacement à respecter entre véhicules, annoncer une zone où la vitesse est contrôlée et annoncer une vidéo-surveillance de la circulation.   

## Histoire
Utilisés depuis de nombreuses années, ces panneaux n’ont été régularisés que par l’arrêté du 11 février 2008.

## Caractéristiques
Les signaux de type SR sont de forme rectangulaire, à fond gris, listel jaune et inscriptions blanches.
Les signaux SR2 comportent des pictogrammes de couleur blanche avec un élément de couleur verte. 
Les signaux SR3 comportent des pictogrammes noirs sur un fond blanc.
Les signaux SR50 ne comportent que des inscriptions commençant par les mots suivants : « Pour votre sécurité »

## Liste des signaux
Il existe trois signaux d’information de sécurité routière.

### Signaux SR2 – Rappel de l’espacement à respecter entre véhicules
Trois signaux SR2 existent, il s’agit d’un ensemble de signaux utilisés successivement, rappelant l’espacement que les usagers doivent laisser entre leurs véhicules sur autoroute et sur route à deux fois deux voies et carrefours dénivelés, dont le marquage de rive est de type T4. Le premier panneau est intitulé « Vérifiez votre distance de sécurité », le deuxième « 1 trait : danger » et le troisième « 2 traits : sécurité ».

Utilisation des signaux SR2 sur une autoroute
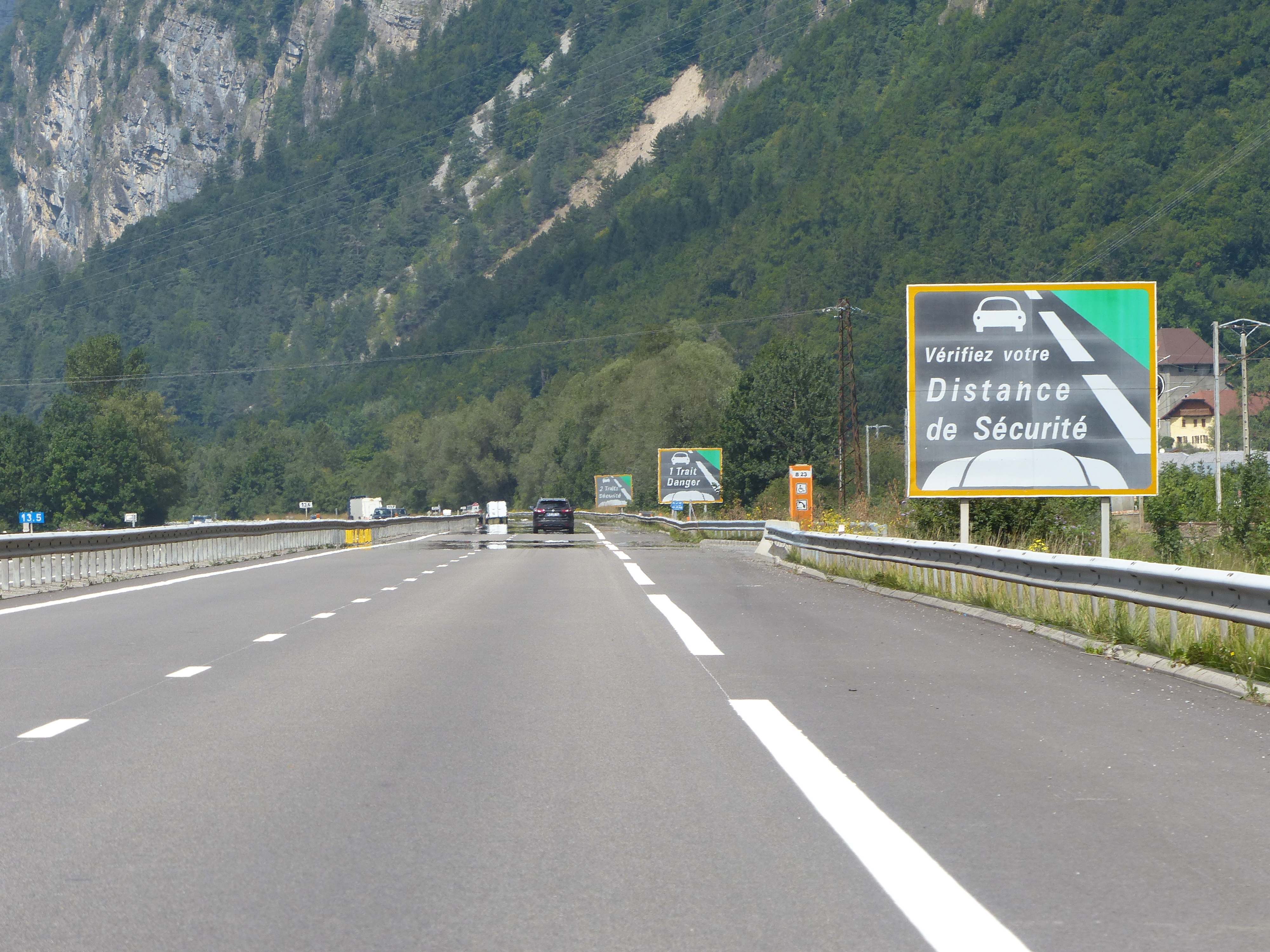
SR2a : « Vérifiez votre distance de sécurité », suivi des panneaux SR2b et SR2c.
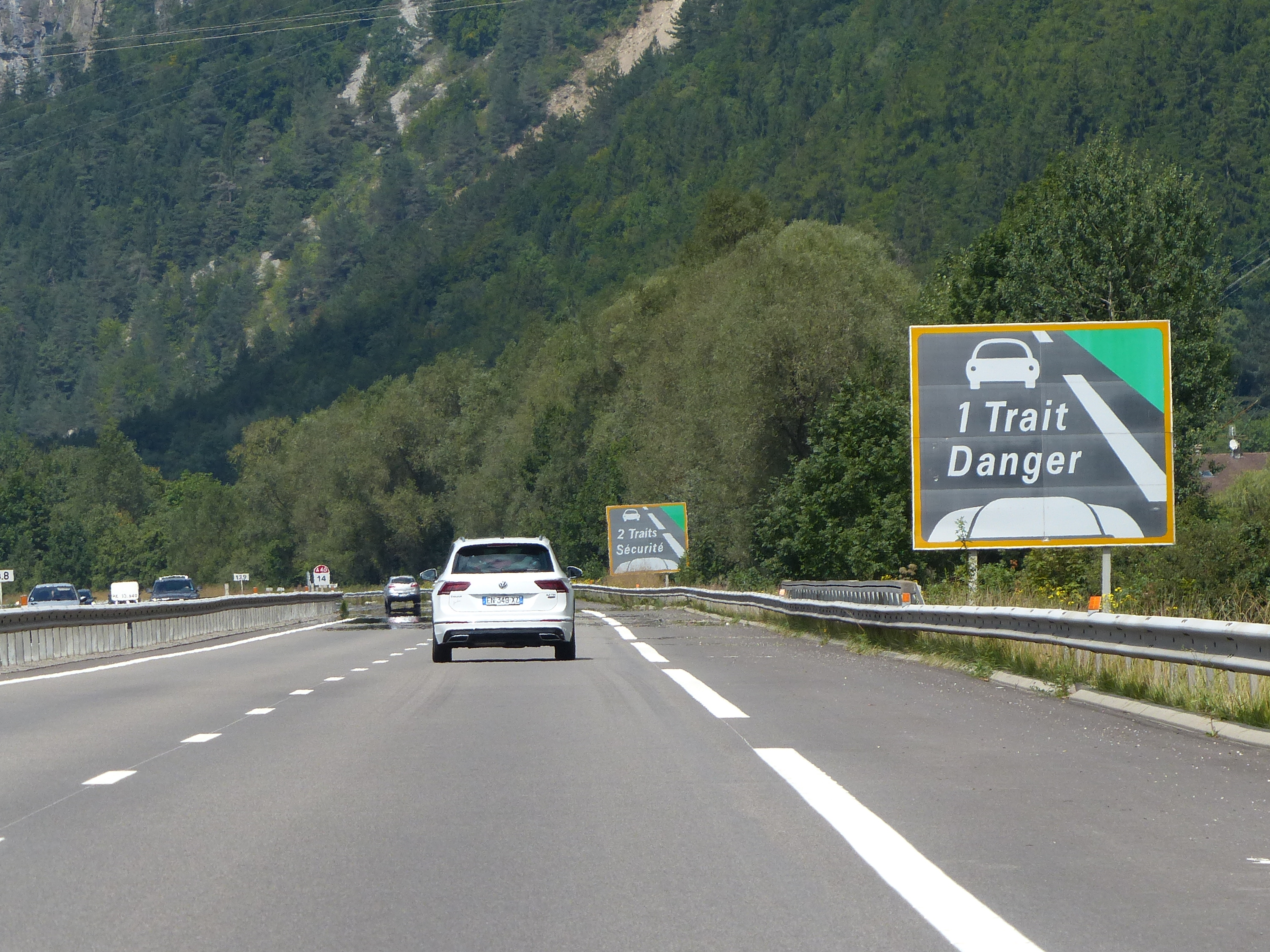
SR2b suivi du panneau SR2c.
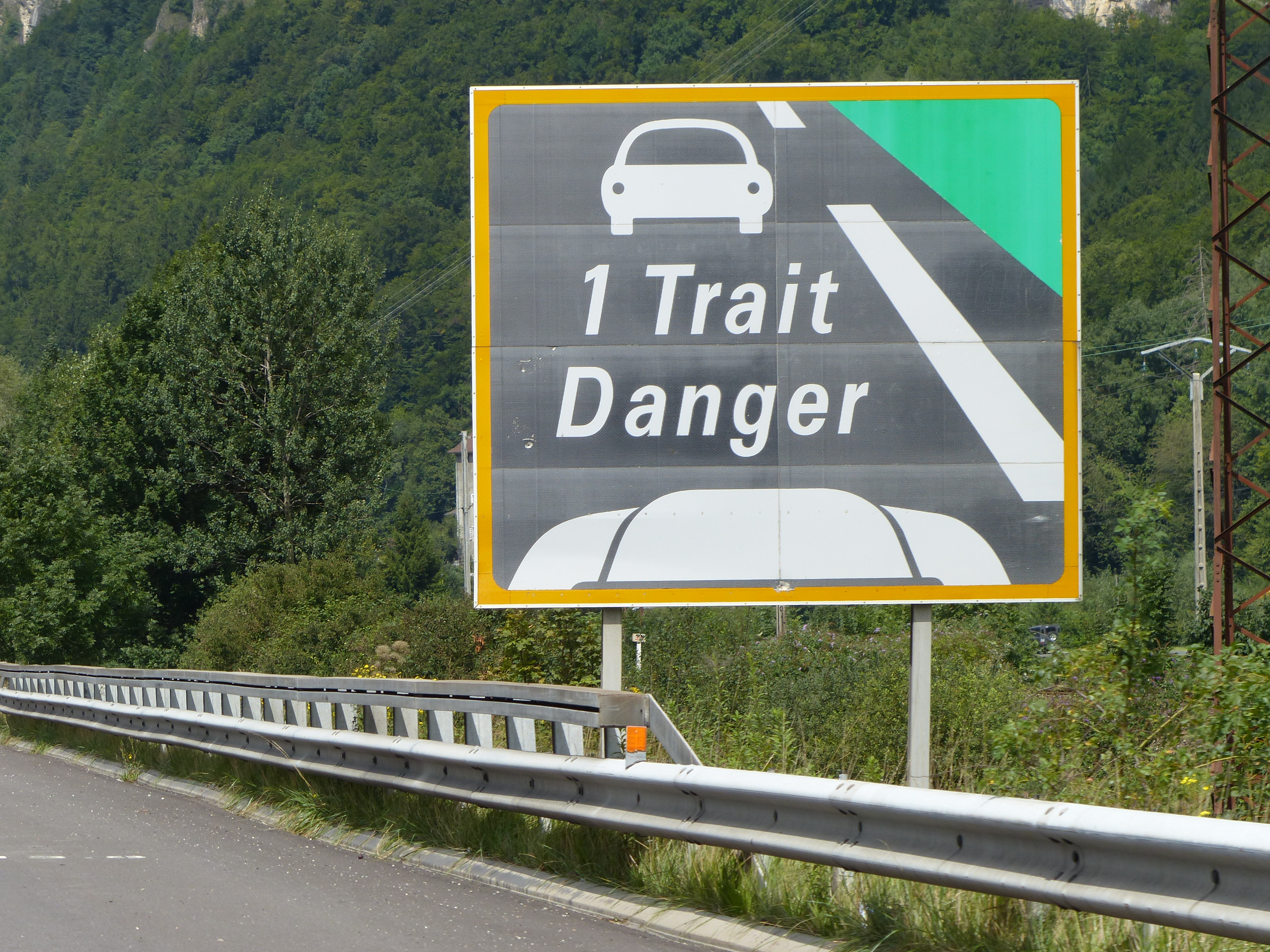
SR2b : « 1 Trait Danger »
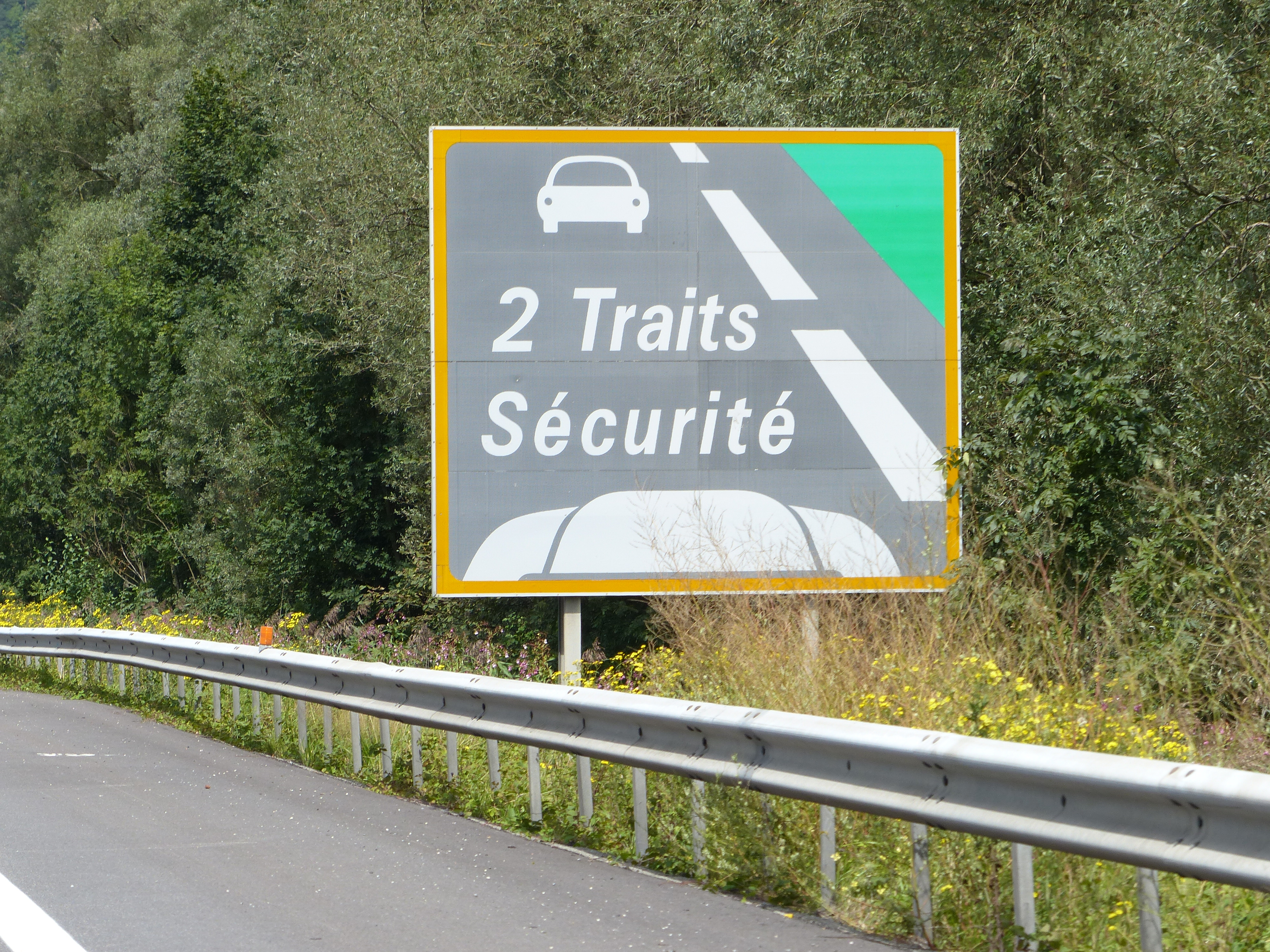
SR2c : « 2 Traits Sécurité »

Il n’existe qu’une dimension pour les trois panneaux SR2 : 3 500 × 3 000 mm.

### Signaux SR3 – Annonce d’une zone où la vitesse est contrôlée
Signaux SR3 : annonce une zone où la vitesse est contrôlée par un ou des radars automatiques.
La signalisation d’une zone où la vitesse est contrôlée par des radars automatiques peut être assurée à l’aide d'un panneau SR3a ou SR3b. Elle est obligatoirement accompagnée d’un rappel de la vitesse limite autorisée. L’arrêté du 12 mai 2011 a supprimé ces panneaux, cependant ils ont été réintroduits par l'arrêté du 4 mars 2013.
Il existe trois dimensions pour le signal SR3.

Déclinaisons des signaux SR3
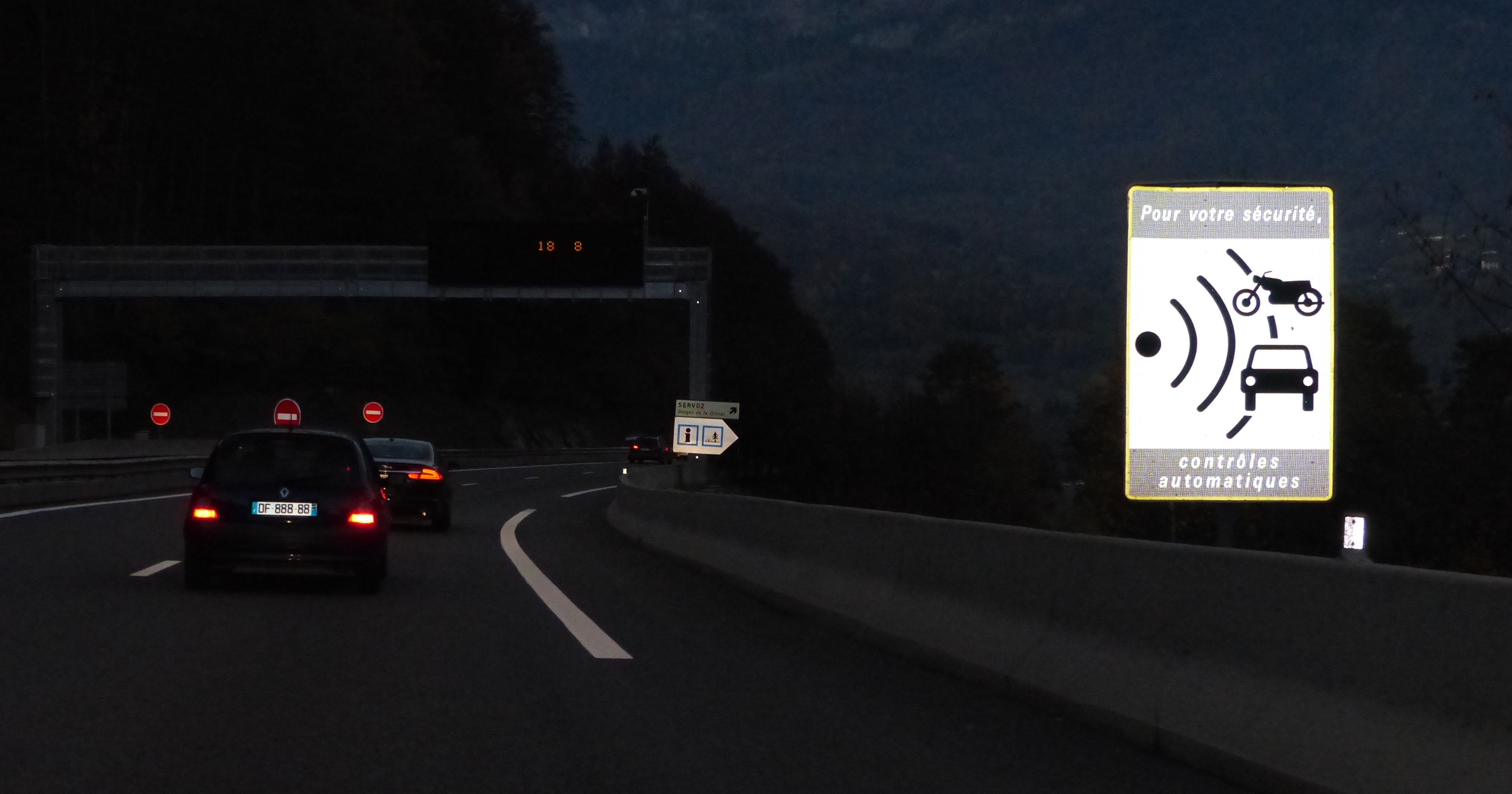
SR3a : « contrôles automatiques »
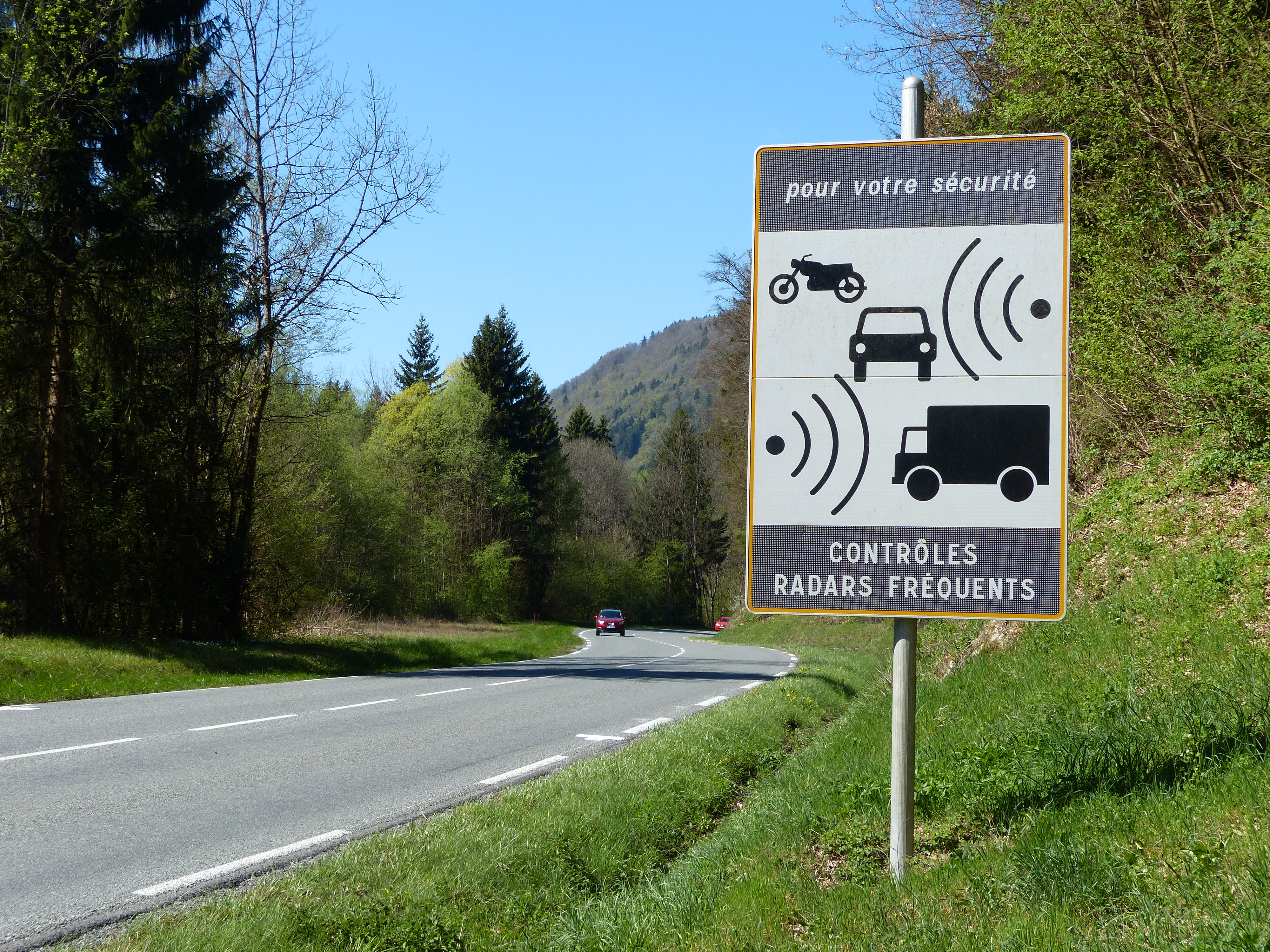
SR3b : « contrôles radars fréquents »

### Signal SR4
Le signal SR4 annonce que la zone rencontrée est sous vidéosurveillance par le gestionnaire de la route, pour assurer une meilleure sécurité des usagers et la régulation du trafic, conformément à l’article 10 de la loi no 95-73 du 21 janvier 1995 d’orientation et de programmation relative à la sécurité.
Il n’existe qu’une dimension pour le signal SR4 : 1 300 × 600 mm.

Déclinaisons des signaux SR4
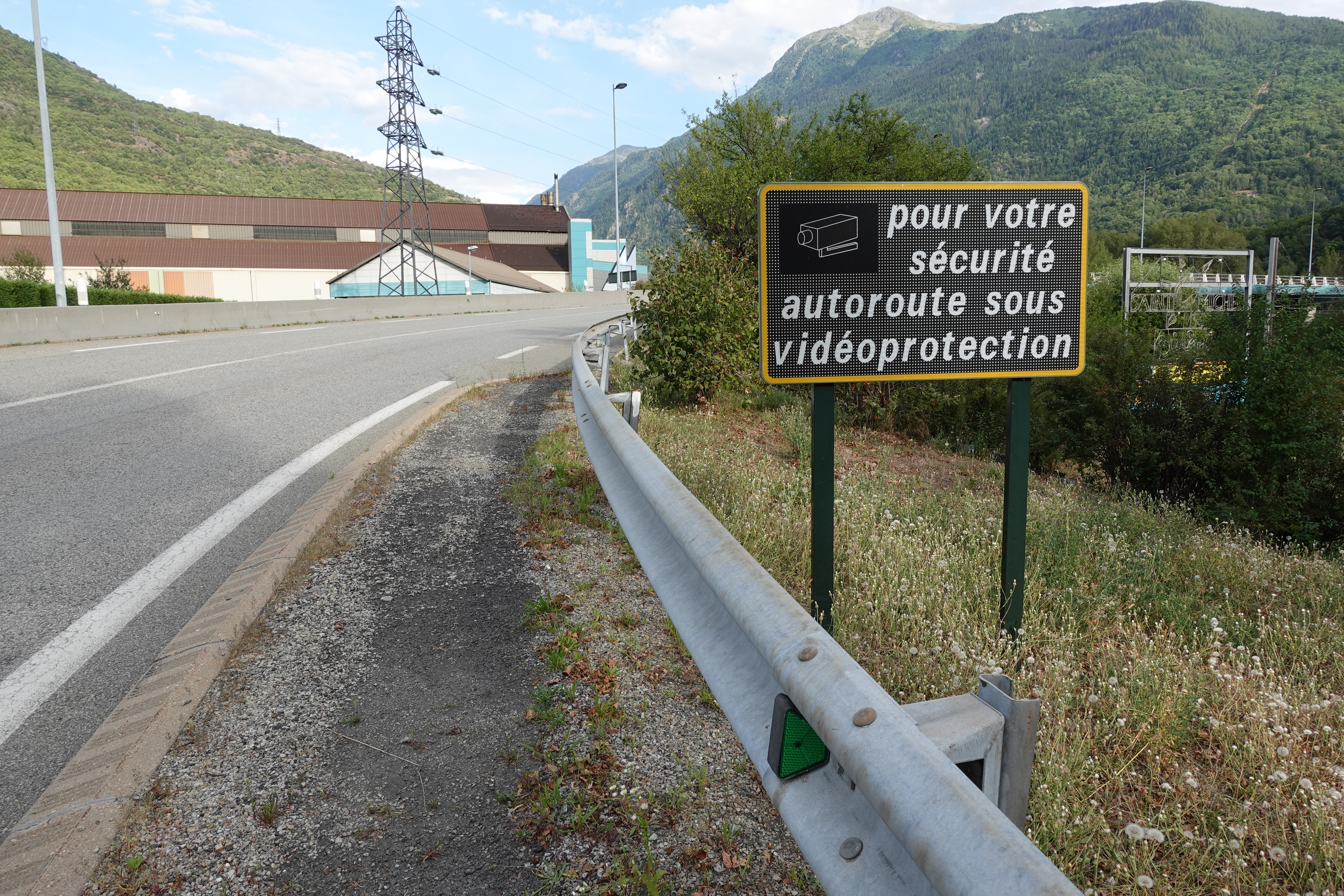
Entrée de l'A43 : « pour votre sécurité autoroute sous vidéoprotection ».
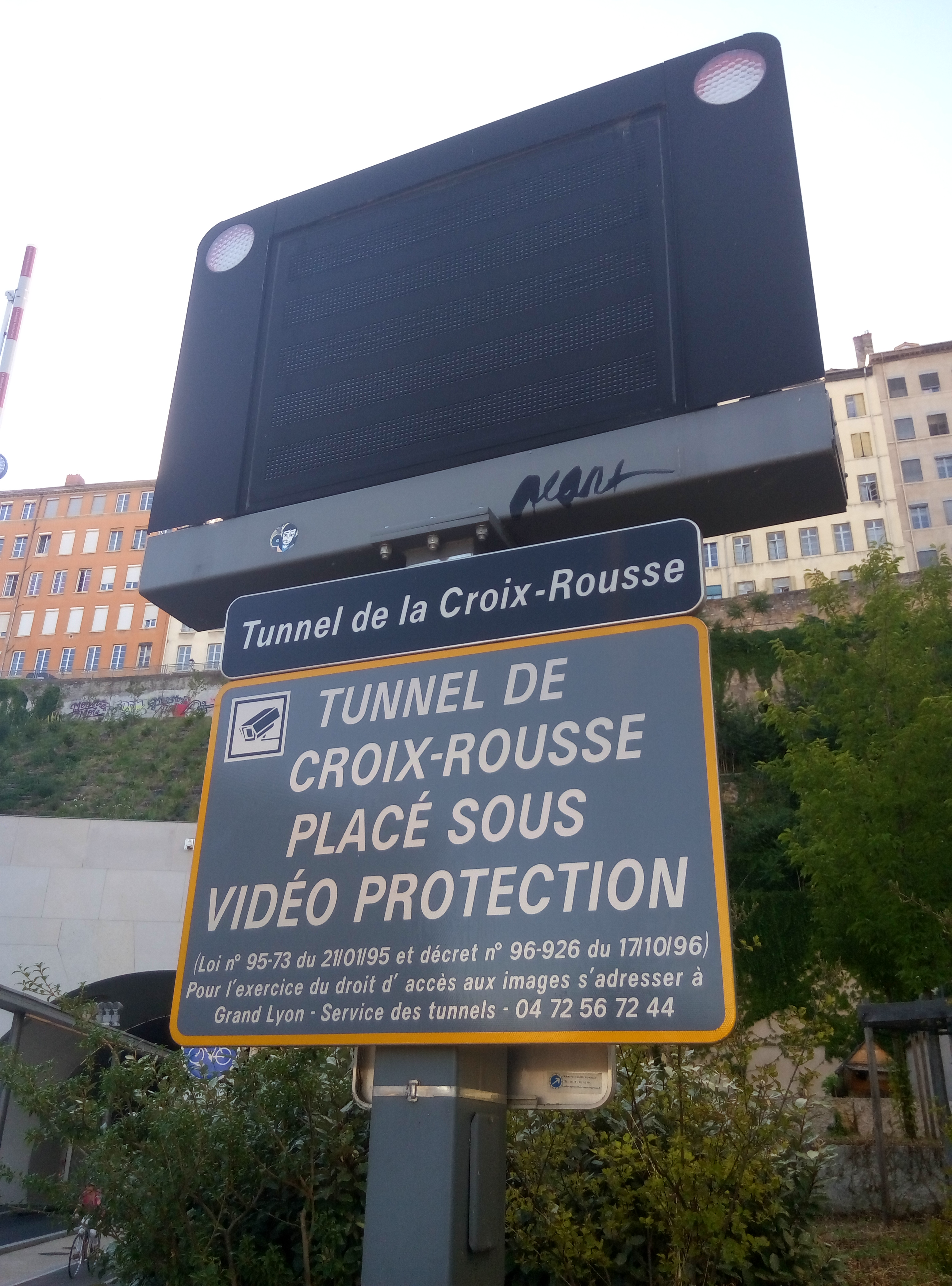
Tunnel de la Croix-Rousse : « tunnel de Croix-Rousse placé sous vidéo protection (Loi n° 95-73 du 21/01/95 et décret n° 96-926 du 17/10/96) Pour l'exercice du droit d'accès aux images s'adresser à Grand Lyon - Service des tunnels - 04 72 56 72 44 ».
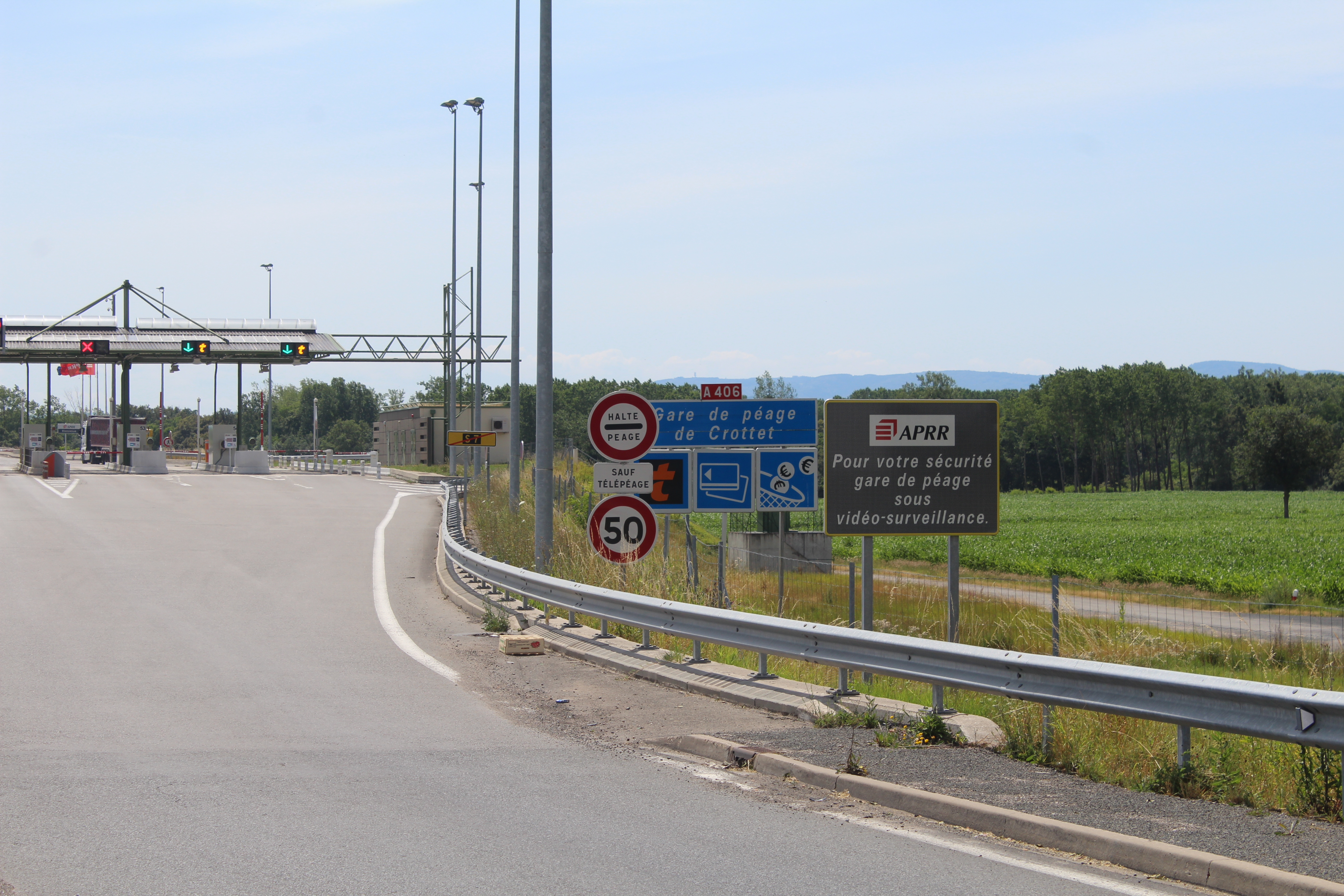
Gare de péage de Crottet, A406 : « pour votre sécurité gare de péage sous vidéo-surveillance ».

### Signal SR50
Le signal SR50 rappelle un message de sécurité routière de portée générale.
Les dimensions de ce signal dépendent des inscriptions et de la taille des caractères.

Déclinaisons des signaux SR50
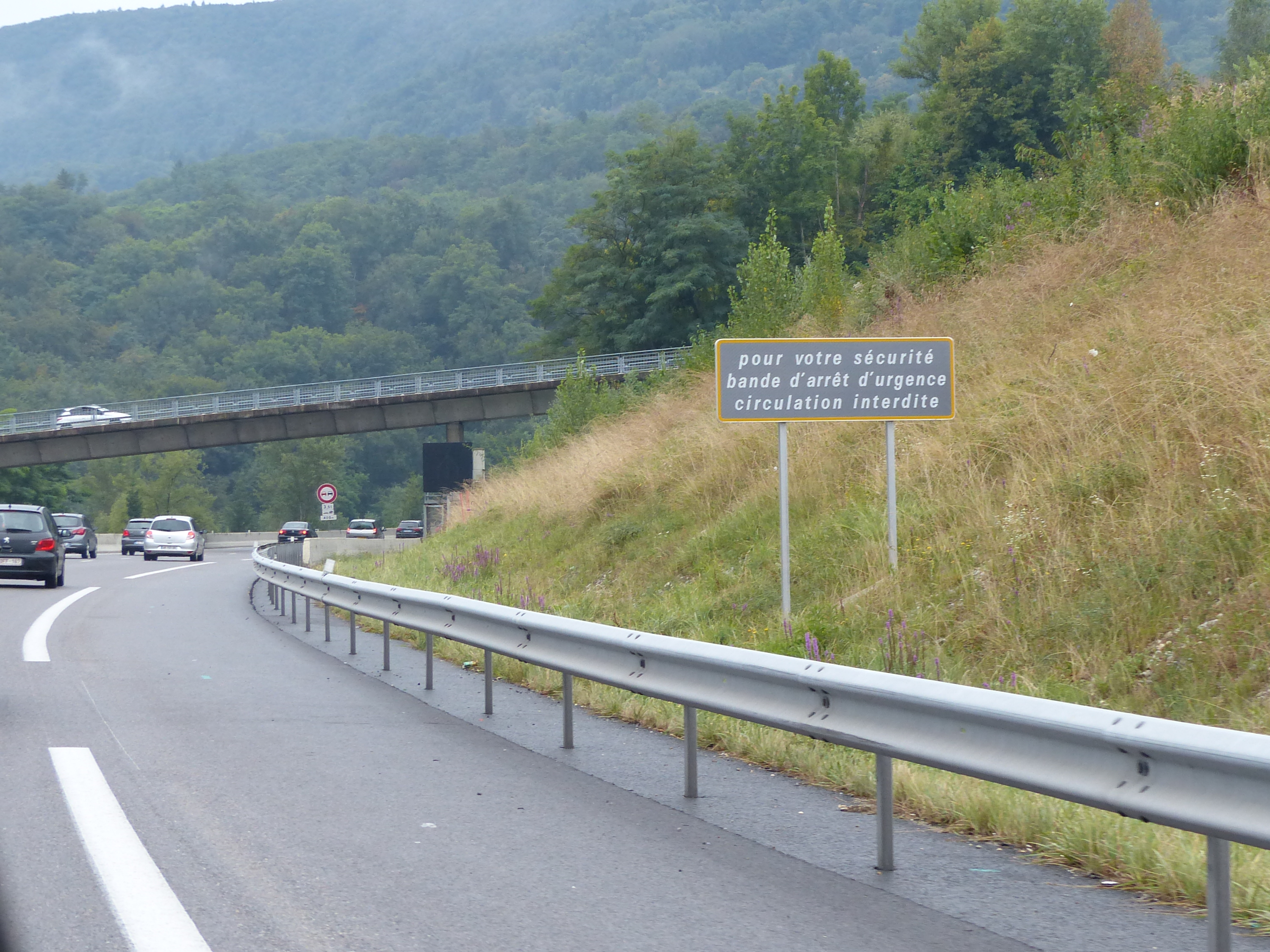
A43 : « pour votre sécurité bande d'arrêt d'urgence circulation interdite ».

## Sources
- Arrêté du 11 février 2008 modifiant l’arrêté du 24 novembre 1967 relatif à la signalisation des routes et des autoroutes.
- Instruction interministérielle sur la signalisation routière (IISR), 5e partie : Signalisation d’indication et des services, article 101